# 1935 w nauce

## Nauki przyrodnicze i ścisłe

### Fizyka
- Robert Oppenheimer i Melba Phillips opisali Proces Oppenheimera-Phillips

### Matematyka
- sformułowanie twierdzenia o kojarzeniu małżeństw

## Nagrody Nobla
- Fizyka – James Chadwick
- Chemia – Frédéric Joliot, Irène Joliot-Curie
- Medycyna – Hans Spemann